# Джон Рийс-Дейвис
Джон Рийс-Дейвис (на английски: John Rhys-Davies) е британски филмов, телевизионен и театрален актьор, роден през 1944 година.
Името му започва да придобива известност след популярния телевизионен филм Шогун (1980), където изпълнява поддържаща роля в партньорство с Ричард Чембърлейн. През 1980-те Джон Рийс-Дейвис затвърждава мястото си в световната киноиндустрия с малки, но характерни роли във филмови класики като поредицата за Индиана Джоунс и един от филмите за Джеймс Бонд - Живите светлини (1987). В началото на 21 век той изпълнява един от главните образи в една от най-мащабните продукции в историята на киното - фентъзи епоса в три части Властелинът на пръстените по едноименното произведение на Дж. Р. Р. Толкин.

## Произход и младежки години
Джон Рийс-Дейвис е роден на 5 май 1944 г. в град Аманфорд, графство Кармартъншър, Уелс. Родителите му са от уелски произход. Майка му Мери Маргарита Филис Джоунс е медицинска сестра, а баща му Рийс Дейвис е машинен инженер и колониален офицер. Джон прекарва голяма част от детството си в родния град на майка си - Аманфорд, Уелс и в Танзания, Африка, където баща му е разпределен по служба като офицер. Когато е деветгодишен го връщат от Африка, за да учи в смесеното училище „Truro School“ в град Труроу, графство Корнуол. След завършване на гимназия Джон е студент в Университета на Източна Англия в Норич. Там той формира общност с интереси в изкуството на драмата. След като известно време е преподавател в средното училище в град Уотън, Норфолк, Джон Рийс-Дейвис си спечелва място в Кралската академия за драматично изкуство в Лондон.

## Избрана филмография
| Година    | Заглавие на български                              | Оригинално заглавие                               | Роля                        | Режисьор            | Бележки |
| --------- | -------------------------------------------------- | ------------------------------------------------- | --------------------------- | ------------------- | ------- |
| 1980      | „Шогун“                                            | Shōgun                                            | Родригес                    | телевизионен сериал |         |
| 1981      | „Похитителите на изчезналия кивот“                 | Raiders of the Lost Ark                           | Салах                       |                     |         |
| 1985      | „Мините на цар Соломон“                            | King Solomon's Mines                              | Догати                      |                     |         |
| 1987      | „Живите светлини“                                  | The Living Daylights                              | генерал Леонид Пушкин       |                     |         |
| 1989      | „Индиана Джоунс и последният кръстоносен поход“    | Indiana Jones and the Last Crusade                | Салах                       |                     |         |
| 1992      | „Изгубеният свят“                                  | The Lost World                                    | професор Джордж Чаланджър   |                     |         |
| 1992      | „Завръщане в изгубения свят“                       | Return to the Lost World                          | професор Джордж Чаланджър   |                     |         |
| 1993-1994 | „Недосегаемите“                                    | The Untouchables                                  | агент Майкъл Малоун         | телевизионен сериал |         |
| 1995-1997 | „Слайдърс“                                         | Sliders                                           | професор Максимилиан Артуро | телевизионен сериал |         |
| 2000      | „Британик“                                         | Britannic                                         | капитан Бартлет             |                     |         |
| 2001      | „Властелинът на пръстените: Задругата на пръстена“ | The Lord of the Rings: The Fellowship of the Ring | Гимли                       |                     |         |
| 2002      | „Властелинът на пръстените: Двете кули“            | The Lord of the Rings: The Two Towers             | Гимли                       |                     |         |
| 2003      | „Властелинът на пръстените: Завръщането на краля“  | The Lord of the Rings: The Return of the King     | Гимли                       |                     |         |